# Betograve

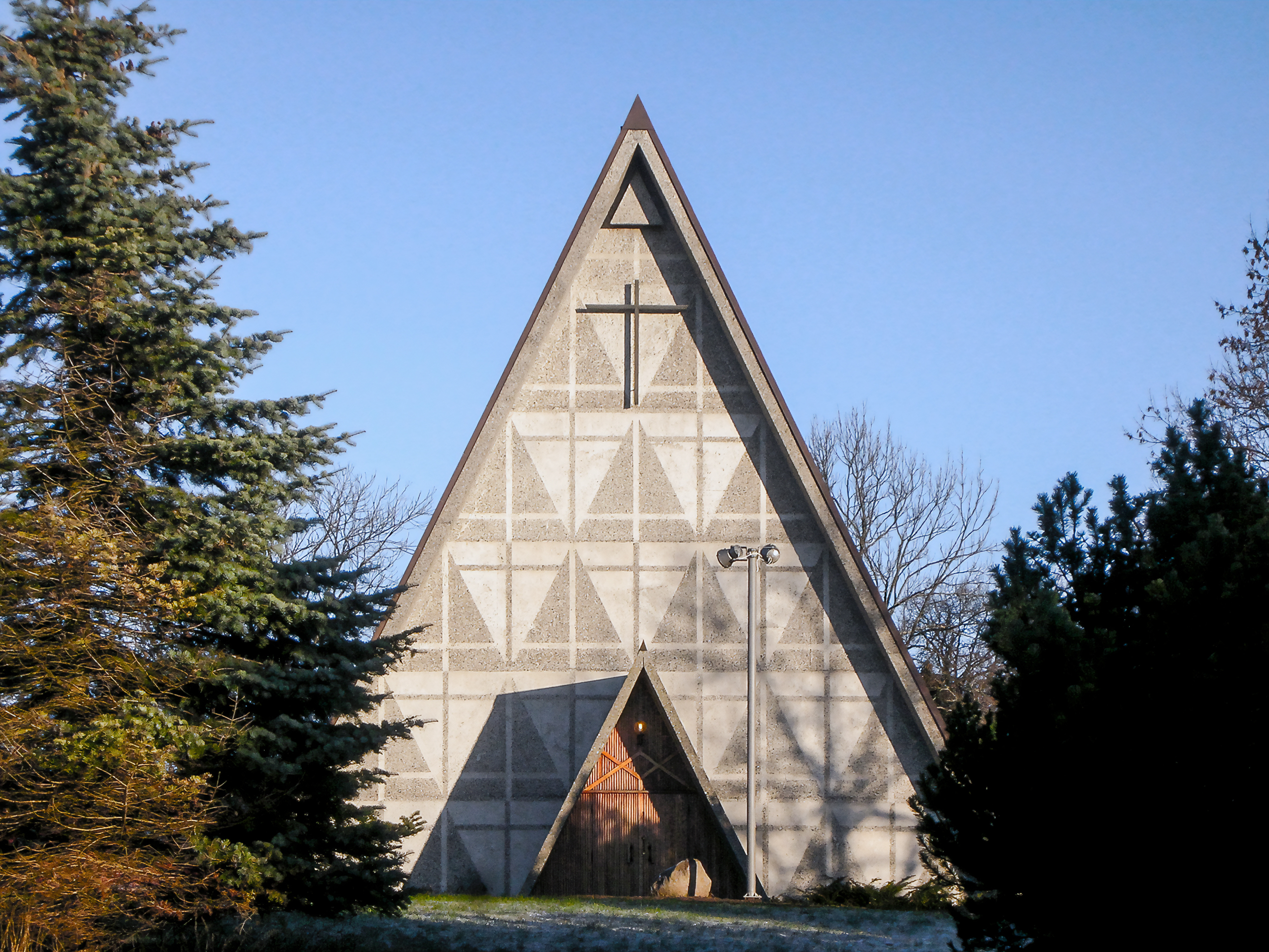
Bakkehaugens kyrka i Oslo, med fasadutsmyckning av Carl Nesjar.

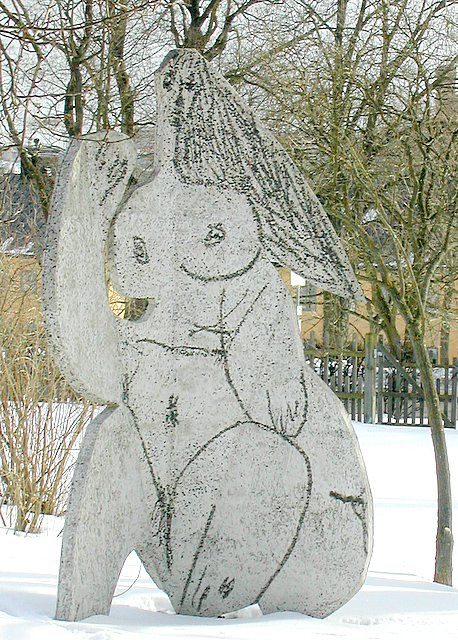
Del av Frukost i det gröna av Pablo Picasso och Carl Nesjar i Stockholm.

Betograve är en teknik för att få fram effekter i skulptering med naturbetong. Betong gjuts i en gjutform, i vilken det finns ett bottenlager av packad småsten eller grus, varefter efter betongens härdning delar av ytlagret ristas bort med sandblästring.
Namnet har sannolikt bildats av franskans "beton" (betong) och "graver" (rista) och utvecklades framför allt av den norske skulptören Carl Nesjar under 1950-talet, i samarbete med arkitekten Erling Viksjø. Carl Nesjar introducerade Pablo Picasso för tekniken, vilket ledde till ett samarbete mellan dessa två konstnärer, i vilket Carl Nesjar gjorde ett drygt tjugotal monumentalskulpturer med förlagor eller skisser av Picasso.
En av de första, och samtidigt den största, av dessa skulpturer i betograveteknik efter förlagor av Picasso är den 15 meter höga skulptur, som ibland kallas Jaqueline, vid stranden av Vänern utanför Kristinehamn. Carl Nesjar och Siri Derkert använde också betograve för Siri Derkerts gestaltning av Östermalmstorgs tunnelbanestation i Stockholm på 1960-talet (Ristningar i betong), och Bengt Olson för bland annat fasadutsmyckning av prefekturbyggnaden i Créteil utanför Paris på 1970-talet.